# Cándido Pazos
Cándido Pazos López (Santiago de Compostela, 1943) es un escultor, diseñador y paisajista gallego.

## Trayectoria

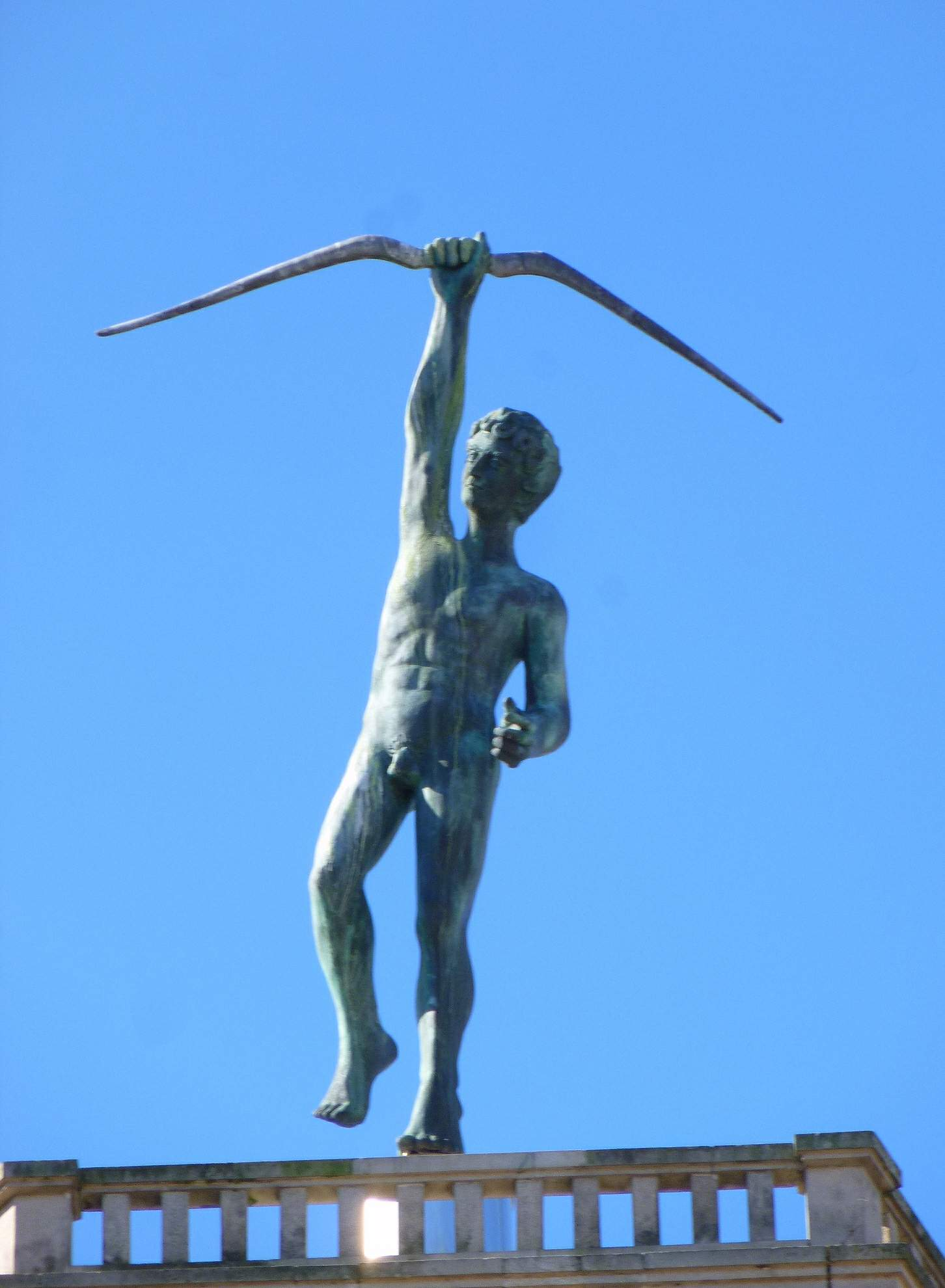
Monumento a Teucro en Pontevedra.

Cándido Pazos fue en su juventud un destacado deportista. Con 13 años realizó un salto de 6,17 metros y posteriormente logró una medalla de oro en el campeonato de 400 metros vallas.
Después de su mayoría de edad, se formó en la Escuela de Arte Mestre Mateo de Santiago de Compostela y recibió el Premio Nacional de Dibujo.
Su entusiasmo por la jardinería le llevó a diseñar numerosas zonas verdes de Santiago de Compostela, ciudad donde llevó a cabo la mayoría de su obra escultórica y los jardines colgantes llamados "jardines de Babilonia" en el interior del edificio central de la antigua Caja de Ahorros Provincial de Pontevedra en la plaza de San José en Pontevedra.
En 2006 realizó la obra emblemática del monumento a Teucro en la ciudad de Pontevedra, una escultura de 6 metros de altura ubicada en la terraza de la torre del edificio de la sede de la antigua Caja de Ahorros Provincial de Pontevedra  por encima del reloj, en la plaza de San José.
Cándido Pazos ha recibido encargos de la Casa Real Española, de Paradores de Turismo de España, de la Junta de Galicia, de Parques Nacionales o del Ministerio de Medio Ambiente, entre otros.
Reside en Vedra, en el sur de la provincia de La Coruña. A principios de diciembre de 2023 recibió el premio Caballero Azor 2023, que lo convirtió en miembro honorario de la Brigada «Galicia» VII de Pontevedra, distinción concedida por ser el autor de la escultura de la Virgen de la Inmaculada que preside la plaza Juan Carlos I en la base de la brigada, así como por su colaboración institucional con esta.

## Obra
Sus obras son de tamaño monumental debido a su fascinación por esculpir conjuntos de grandes dimensiones.
Es autor, entre otras obras, de 60 esculturas de gran tamaño vinculadas a las rutas del Camino de Santiago instaladas por toda Europa. Hay también obras suyas en el Parlamento Europeo y en la Ciudad del Vaticano.
Además existen obras de Cándido Pazos en varias ciudades gallegas, así como en distintas localidades riojanas:
- Monumento a Teucro (2006, en Pontevedra).[5]
- La Porta Itineris Sancti Iacobi o Puerta de Europa, conocida como La Puerta Xacobea, situada en la entrada de Santiago de Compostela en la calle San Lázaro, por el Camino Francés (2004).[3][9]
- Mano de Baco y Fuente de la Peregrina del Monte do Gozo.
- Arco del Camino (2005, en Logroño).[4]
- Recuerdo a los Marineros (2006, El Berbés, Vigo).[10]
- Uva en reposo (2008, Haro).[11]
- Monumento al Tonelero (2009, Haro).[12]
- Monumento al salmón (2012, La Estrada)[13][14]
- Crisol de las civilizaciones del vino (2018, La Rioja).[15]
- Berberecho gigante (2020, Sociedad Liceo de Noya).[1]